# Denis Nulty
Denis Nulty (Baile Shláine, 7 de junho de 1963) é bispo de Kildare e Leighlin.
Denis Nulty foi ordenado sacerdote em 12 de junho de 1988.
O Papa Francisco o nomeou Bispo de Kildare e Leighlin em 7 de maio de 2013. O arcebispo de Dublin, Diarmuid Martin, deu-lhe a consagração episcopal em 4 de agosto do mesmo ano. Os co-consagradores foram o Núncio Apostólico na Irlanda, Charles John Brown, e o Bispo de Meath, Michael Smith.